# Elezioni europee del 2004 in Ungheria
Le elezioni europee del 2004 in Ungheria si sono tenute il 13 giugno.

## Risultati
| Liste  | Liste                                       | Gruppo | Voti      | %     | Seggi |
| ------ | ------------------------------------------- | ------ | --------- | ----- | ----- |
|        | Fidesz - Unione Civica Ungherese            | PPE-DE | 1.457.750 | 47,40 | 12    |
|        | Partito Socialista Ungherese                | PSE    | 1.054.921 | 34,30 | 9     |
|        | Alleanza dei Liberi Democratici             | ALDE   | 237.908   | 7,74  | 2     |
|        | Forum Democratico Ungherese                 | PPE-DE | 164.025   | 5,33  | 1     |
|        | Movimento per un'Ungheria Migliore          | -      | 72.203    | 2,35  | -     |
|        | Partito Operaio                             | -      | 56.221    | 1,83  | -     |
|        | Alleanza Nazionale Ungherese (include MIÉP) | -      | 20.226    | 0,66  | -     |
|        | Partito Socialdemocratico                   | -      | 12.196    | 0,40  | -     |
| Totale | Totale                                      | Totale | 3.075.450 |       | 24    |